# Centro comercial Shahba
El Centro comercial Shahba (en árabe: شهباء مول) Es uno de los mayores centros comerciales de Alepo, una localidad histórica y vibrante del país asiático de Siria, conocida por su rica herencia cultural y su importancia en la ruta de la seda. Se encuentra ubicado en el suburbio Blleramoun al noroeste de Alepo, a 6 km del centro de la ciudad. Incluye un gran número de tiendas de moda, fabricantes de teléfonos móviles, minoristas Carrefour, restaurantes, parque de diversiones bajo techo, circuito de karts, 7 salas de cines, hotel de 4 estrellas con 220 habitaciones y otras instalaciones. Sus instalaciones sufrieron daños durante la guerra civil en Siria, por lo que centro fue cerrado de forma temporal.